# TV Brasil São Paulo
TV Brasil São Paulo é uma emissora de televisão brasileira sediada na cidade de São Paulo, capital do estado brasileiro homônimo. Opera no canal 1 (38 UHF digital) e é uma emissora própria da TV Brasil. A sede da emissora fica no bairro Vila Leopoldina, e seus transmissores estão na Torre Cultura, no Sumaré.